# Semana Santa en Cabra
La Semana Santa de Cabra es uno de los más importantes acontecimientos que se desarrollan cada año en la ciudad, desde el punto de vista cultural, religioso, artístico y participativo. Esta fiesta, goza de una antiquísima tradición, muestra de la cual es la fecha de fundación de la Archicofradía de la Vera+Cruz, corporación penitencial de la que se tiene constancia desde el año 1522. La Semana Santa de Cabra tiene lugar en la semana del primer plenilunio de la primavera, aunque se prepara y se siente durante todo el año, siendo las hermandades y cofradías el tejido asociativo más grande de la ciudad, organizando además de la celebración de la Pasión y Muerte de Jesús, otros muchos actos y reuniones fuera del periodo estrictamente cofrade.
La Semana Mayor egabrense abarca desde el Domingo de Ramos, en el que se conmemora la Entrada de Jesús en Jerusalén hasta el siguiente domingo, Domingo de Resurrección, procesionando cada día imágenes de Jesús y de María representando la Pasión. 
Suman un total de 27 hermandades y cofradías de penitencia, agrupadas todas ellas en la Agrupación General de Hermandades y Cofradías, que las organiza y coordina. La Semana Santa de Cabra está declarada de Interés Turístico Nacional desde el año 1989.

## Carrera oficial
Al igual que otras grandes Semanas Santas, la Semana Mayor egabrense cuenta con Carrera Oficial, que hace de vía distribuidora y organizadora de los recorridos de las Cofradías durante sus desfiles procesionales, debido a la gran cantidad de ellas que realizan estación de penitencia. Discurre por la arteria principal del centro de la localidad; la avenida José Solís Ruiz y la plaza de España, siendo este lugar obligatorio de paso para la totalidad de Hermandades y Cofradías que realicen estación de penitencia dentro de los 8 días de la Semana Santa. 
La carrera oficial cuenta con vallas que delimitan el espacio por el que sólo puede discurrir la Cofradía que esté haciendo paso por ella, además de dos palcos de Autoridades, uno en la entrada de la misma y otro en la salida, en el que se toman las horas de paso. Además, aunque no de manera gratuita, la carrera oficial dispone de sillas para poder contemplar el paso de las distintas Cofradías. 
Debido al deterioro que presentaba el mobiliario urbano, y a la decaída del lugar como privilegiado para contemplar el discurrir de las Cofradías, en el año 2012 se inició una Remodelación de la carrera oficial egabrense, con el fin de devolverle su esplendor inicial.

## Imaginería
La Semana Santa de Cabra destaca, aparte de por la religiosidad que desprende la celebración y que le da sentido, por la gran cantidad de obras de arte que guarda y que saca a la calle, conservando tallas de los mejores imagineros barrocos y de los siglo XX y XXI, conviviendo en perfecta armonía imágenes con más de 5 siglos y otras de mucho más recientes, hecho que convierte la Semana de Pasión egabrense en referente a nivel artístico. 
Las distintas imágenes que procesionan en la ciudad fueron realizadas en estilos artísticos distintos, según el predominante en la época de ejecución. Cada una de ellas representa un momento de la Pasión de Cristo, o del Dolor de María, además de un trasfondo humano y cristiano que transmite el mensaje de Jesús. 
La gran mayoría de obras que en la actualidad procesionan en Semana Santa son fruto del gran desarrollo de la imaginería, en los siglos XVI, XVII y XVIII, en sus vertientes andaluzas como son las Escuelas Granadina y Sevillana, propiciado por la excelente posición de la ciudad en el mapa, que como centro geográfico de la comunidad la hizo partícipe de todos los corrientes escultóricos generados en la Andalucía de entonces.
Son pues muy destacables conjuntos escultóricos como el de las Angustias, de José de Mora, llegado en el siglo XVII a la ciudad, y del cual la talla de Cristo Yacente está catalogada como una de las mejores piezas de la imaginería de todos los tiempos. No menos imponente es la Dolorosa de la Soledad, de Pedro de Mena y gran referente devocional de la comarca. 
Son dignas de mención, aún dejando en el tintero otras muchas tallas importantes del siglo XVII y XVIII que no tienen autor identificado o atribución clara,  imágenes como la de Jesús Preso, o el misterio de la Columna y Azotes, ambos atribuidos a la gubia de Salzillo, la talla del Señor de la Humildad y Paciencia, del círculo de Martínez Montañés, la magnífica dolorosa de la Esperanza, de la escuela granadina o el Nazareno del Dulce Nombre, atribuido a Pablo de Rojas y perteneciente a la Cofradía de la Misericordia, en la que todavía no procesiona.
Fuera del barroco también hay tallas de gran valor pertenecientes al resurgir cofrade del siglo XX y XXI, buena muestra de ello son la talla del Cristo de la Expiración del valenciano Pío Mollar, el misterio del Descendimiento, del cordobés Antonio Bernal, el misterio del Traslado al Sepulcro, del sevillano Fernando Aguado, o el de la Oración en el Huerto de Juan Miñarro.

## Bordado
El arte del bordado en oro y plata juega un papel muy importante en los enseres que las hermandades y cofradías adquieren, pues proporciona además de un material duradero, rico y de gran valor, unas posibilidades muy grandes en cuanto a concepción y desarrollo artístico de la pieza, que no hace más que engrandecer el patrimonio de las distintas corporaciones y dotarlas de personalidad. 
Ciñéndonos a la Semana Santa de Cabra, podemos ver en ella una buena colección de piezas bordadas en oro de los siglos XVIII, XIX y XX. Actualmente se conservan y se pueden ver en la calle grandes ejemplos del bordado en oro, que destacan por su gran calidad de ejecución y diseño, como por ejemplo la túnica de Nuestro Padre Jesús Nazareno y el manto de la Virgen de los Remedios, estrenado el Jueves Santo del año 1800, elaborado en el Convento de Madres Agustinas de Cabra, ambos comparten un diseño similar y con la particularidad de poseer una gran cola, de cigarrón, ricamente bordada. La túnica de Jesús Nazareno, de la que posteriormente bebería el manto de la Titular de la Hermandad de la Vera+Cruz, fue confeccionada en 1785 en Cádiz, en el taller de D. Miguel Ventura. Esta gran túnica destaca por su gran cola de "cigarrón" profusamente bordada con motivos vegetales y hojarascas en oro fino y plata sobre terciopelo morado.
En 1871, se termina de bordar otro gran manto de la Semana Mayor egabrense, el de salida de la Virgen de la Soledad, sobre terciopelo azul marino. A mediados del siglo XIX se borda el manto de salida de la Virgen de las Angustias, sobre terciopelo negro, y el magnífico paño de pureza, que sobre raso blanco luce ocasionalmente el Cristo Yacente la noche del Viernes Santo, siendo la totalidad de las piezas obra de las RR.MM. Agustinas. De finales del siglo XIX es también la túnica de salida de Jesús de la Humildad y Prisión que fue elaborado por un grupo de damas de la localidad siguiendo un bellísimo diseño, su calidad está a la altura de los bordados salidos de otros talleres conventuales, también de la segunda mitad del siglo XIX y del obrador agustino es el sudario de Ntro. Padre Jesús Amarrado a la Columna.
En el siglo XX, se bordan los mantos de la Virgen de los Dolores, en torno a 1914, actualmente en restauración, y ya en el año 1992 el de la Virgen de la Piedad, siendo este último el más reciente de cuantos procesionan en la localidad. Dejando atrás el bordado en oro, muchas Hermandades han optado, en los últimos años, por adquirir piezas “bordadas” en aplicación, otra técnica en la cual no se emplean hilos de oro o plata sino tisúes, que aunque de calidad menor, pueden presentar un buen diseño como son el palio de la Virgen del Rosario, el de la Virgen de la Paz, o el de Dolorosa del Socorro, entre otros.

## Tradiciones
La Semana Santa de Cabra, como todas las andaluzas bebe y ha bebido de los distintos corrientes y estilos generados a lo largo y ancho de Andalucía y podemos encontrar en ella muchas reminiscencias y elementos que, aunque ya forman parte de la idiosincrasia y de la imagen de la Semana Santa andaluza, sí tuvieron origen en ciudades concretas, como son el caso de Sevilla, Málaga y Granada (de la ciudad nazarí se conserva hoy el modo de llevar los pasos en muchas de las Cofradías egabrenses, a hombros por dentro del paso, y con Málaga se comparte, por ejemplo, el uso de las campanas en los cortejos procesionales) aun así la Semana Mayor egabrense cuenta todavía con algunas reminiscencias de la Semana Santa de antaño. Buena muestra de ello es la Archicofradía de Jesús Preso, que conserva gran parte de las tradiciones cofrades originarias de la ciudad como son el modo de llevar el paso, con sus populares “judíos”, que portan el misterio a hombros, pero por fuera. 
Otro ejemplo que ha llegado hasta nuestros días es la presencia de los “abejorros” (trompetas alargadas que, con un tono grave, suenan cada vez que el paso se levanta) en varios de los cortejos de la ciudad. Estas trompetas se pueden ver actualmente en los cortejos procesionales de las Cofradías del Huerto, Necesidades, la de la Vera Cruz y Remedios, Jesús Nazareno y de la Soledad, además de la de Jesús Preso, la Cofradía del Huerto fue una de las primeras que apostaron por la recuperación de esta casi perdida tradición hace ya bastantes años, la Archicofradía de la Vera Cruz los recuperó el pasado año 2013, volviendo con este motivo a salir a la calle los cuatro banderines de trompeta blancos que ésta conservaba en su ajuar esto es señal de que, poco a poco las tradiciones más arraigadas van recuperando terreno.
Tradición similar a la de los abejorros era el tambor que acompañaba el inicio de la procesión, el último tambor acompañando al estandarte lo llevó hasta la década de 1980 la Archicofradía de Jesús Nazareno.

## Domingo de Ramos
Hermandad y Cofradía de Nuestro Padre Jesús en Su Entrada en Jerusalén
Documentada en Cabra desde el siglo XVII, esta cofradía renovó su grupo escultórico, el cual procede de Granada en el año 1790, siendo el misterio de la Pollinita, como popularmente se le conoce, uno de los más antiguos de su misma iconografía de cuantos procesionan en la actualidad. Su cortejo, de gran colorido, destaca por la gran cantidad de niños que cada año participan en él desde que, en el 2004, recuperase los nazarenos en la estación de penitencia.
Real Hermandad de Ntro. Padre Jesús de las Penas y de la Oración en el Huerto y Antigua Cofradía de Nazarenos del Santísimo Rosario de Ntra. Sra. De la Aurora, Señor San Sebastián y Benditas Ánimas del Purgatorio
Fundada en siglo XVIII, fue reorganizada en el 1972. El grupo escultórico del paso de misterio, que representa la Oración en el Huerto, fue realizado en Sevilla en los años 80 por Juan Manuel Miñarro López. Es peculiar el hecho de no contar con la tradicional imagen del Ángel Confortador, que aunque proyectado junto al resto de figuras, finalmente no fue llevado a cabo, lo que le confiere un rasgo diferencial. En agosto de 1985, SS. MM. los Reyes de España aceptan el nombramiento de Hermanos Mayores Honorarios, concediéndole a la Hermandad el título de Real.
Como imagen cotitular veneran a la dolorosa de la Aurora, realizada por el imaginero local Salvador Guzmán en el año 1996. 
Fervorosa Hermandad y Cofradía de Nazarenos del Dulce Nombre de Jesús Nazareno, Nuestra Señora de la Misericordia en Sus Misterios Dolorosos y San Juan Evangelista
La Cofradía se funda en el año 1971, y fue la primera que introdujo el costal como modo de llevar los pasos, en Cabra llamados “tronos”. La imagen de la Virgen, única que hoy día procesiona es obra del imaginero local Antonio Albornoz Zejalbo en 1930 para la Hermandad del Descendimiento, procesionando con ella una imagen de San Juan Evangelista, obra de Manuel Escamilla en 1981. 
La Hermandad tiene también como cotitular la valiosa imagen del Dulce Nombre de Jesús Nazareno, atribuida a Pablo de Rojas. 
Real y Franciscana Hermandad y Cofradía de Nazarenos del Lavatorio de Jesucristo Nuestra Señora a sus Discípulos y Nuestra Señora del Amor Fraterno
La Hermandad tiene su primera fundación en 1739, volviendo a funcionar con normalidad en 1980. El misterio que procesiona la Cofradía es obra de Manuel Escamilla Barba, Juan Glez. Ventura y José Mª Leal, excepto la imagen de San Pedro que pertenece a la corporación desde su fundación. El misterio del Lavatorio es uno de los pocos, que dentro de su iconografía, sigue procesionando en Andalucía. 
La Virgen del Amor Fraterno es obra del mismo autor que el Cristo, y actualmente su incorporación a la estación de penitencia es el principal proyecto de la Hermandad.

## Lunes Santo
Real Hermandad y Cofradía de Penitencia del Santísimo Cristo del Calvario, María Santísima de la Concepción, San Juan Evangelista y Nuestra Señora del Rosario, Madre de la Iglesia
Tercera corporación más antigua de la ciudad (1587) fue reorganizada en el año 1984. 
La imagen del crucificado, es una de las más antiguas de la Semana Santa de Cabra, siendo anónima del siglo XVI, y forma misterio junto a la dolorosa de la Concepción, es obra de Luis González Rey de 1993 y la imagen de San Juan Evangelista (2013) de Miguel Cordero, discípulo de Glez. Rey. Por su parte la Virgen del Rosario, que procesiona bajo palio, es obra de Salvador Guzmán. Muy destacable el palio de esta Cofradía que cuenta con uno de los mejores repertorios de toda la Semana Santa.
Hermandad y Cofradía del Santísimo Cristo de la Sangre
Se constituyó en Cofradía en enero del 1978 e incorpora en ella a la Sección de tambores “enlutaos” del Entierro de Cristo. La imagen, que descansa directamente sobre sus portadores, es obra anónima del siglo XVII. 
La Hermandad realiza su estación de penitencia en Vía Crucis.

## Martes Santo
Hermandad y Cofradía del Santísimo Cristo de la Sentencia en sus Burlas y Coronación de Espinas y Nuestra Señora la Santísima Virgen de la Paz
Fundada en 1972 en la popular barriada Virgen de la Sierra, es hoy la gran Cofradía de barrio egabrense, muestra de ello es el esfuerzo que realiza para llegar a la carrera oficial cada año, aun teniendo que finalizar su estación de penitencia en la parroquia mayor, por no disponer, hasta el momento de un recorrido apto para la vuelta. 	                            Del paso de misterio, que representa el momento de la Coronación de Espinas, destaca la imagen del Titular, obra del círculo de José de Mora, de mediados del siglo XVIII. La imagen de la Virgen de la Paz, que procesiona en un vistoso palio de malla, es la última obra del imaginero cordobés Juan Mtnez. Cerrillo del año 1984.

## Miércoles Santo
Hermandad y Cofradía Escolapia de Nuestro Padre Jesús Caído y María Santísima del Buen Fin
Se trata de la segunda corporación más joven de la Semana Santa egabrense. Fue fundada en el año 1991 por un grupo de estudiantes. Y actualmente están íntimamente ligados a la congregación escolapia y al colegio San José. Posee uno de los cortejos más amplios de todos los que realizan estación de penitencia en Cabra, siendo destacable el gran número de niños que lo conforman. La imagen de María Santísima del Buen Fin es obra del taller madrileño de Santa Rufina, firmada por José María Oriol en la década de los noventa, aunque fue remodelada por Santiago Molina Ruiz, al que debe su aspecto actual. 
Recientemente, la hermandad ha incorporado la imagen de su titular cristífero; Nuestro Padre Jesús Caído, obra del imaginero sevillano Fernando Murciano Abad. 
Como curiosidad, y debido al tamaño de la puerta de la capilla de Capuchinos, desde la cual hacen estación de penitencia, el palio de la Hermandad es el más pequeño de todos los que procesionan en la Semana Santa.
Hermandad y Cofradía de Nazarenos de Nuestro Padre Jesús de las Necesidades
Esta Hermandad y Cofradía, aunque fundada con anterioridad, dejó de estar ligada al cuerpo de funcionarios locales en el año 2006, año a partir del cual empieza a coger impulso. La talla del Señor, de gran devoción entre la población egabrense, es anónimo y proviene de Granada, siendo fechado en el siglo XVIII. 
Son muy destacables los cuatro ángeles pasionistas, atribuidos a “La Roldana”, que forman las esquinas del paso del Señor.

## Jueves Santo
Hermandad y Cofradía del Santísimo Cristo de la Expiración
Esta Hermandad de negro fue fundada en el año 1971 y destaca por su gran labor caritativa y asistencial. El Crucificado es obra del valenciano Pío Mollar, y en la estación de penitencia descansa directamente sobre los hombros de los hermanos portadores.
Posee además uno de los cortejos más extensos de la Semana Santa.
Hermandad y Cofradía de María Santísima de la Piedad, Santísimo Cristo del Amor en Su Traslado al Sepulcro y San Juan Evangelista
Esta Hermandad se funda en los años 80 por miembros de una antigua fábrica. Sin embargo cobra un gran auge a partir de los últimos cinco años, en el que se aprueba la realización del paso de misterio del Santo Traslado al Sepulcro, único en la provincia de Córdoba por parte del imaginero sevillano Fernando Aguado. La imagen de la Virgen es de autor desconocido y pertenece a la escuela granadina de finales del siglo XVII, muy probablemente del círculo de José de Mora. 
En el año 2012 procesionaron junto a la Virgen las primeras cuatro imágenes del misterio.
Pontificia, Apostólica, Muy Antigua, Venerable, Ilustre y Real Archicofradía de Nuestro Padre Jesús de la Humildad y Prisión
La Archicofradía se funda en el seño de la de la Vera+Cruz en el año 1664, escindiéndose de ella en el 1728. El Cristo, conocido como el “Señor de las Multitudes”, es imagen atribuida al círculo del murciano Nicolás Salzillo y procesiona sobre peana de carrete y sobre un trono portado a varal por fuera, por los tradicionales “judíos”. También es una de las únicas hermandades que poseen el “toisón de oro” donado por el marqués de Cabra a quien se lo concedió el Rey Alfonso XII.
Fue además la primera corporación en introducir los denominados capuchones (forma egabrense de referirse a los nazarenos), en los cortejos egabrenses y la primera en tener página web propia. 
Hermandad y Cofradía de Nuestro Padre Jesús Amarrado a la Columna y Azotes, Nuestra Señora María Santísima de la Caridad y San Juan Evangelista
En el año 1690 se funda oficialmente esta Hermandad y Cofradía, aunque solamente con las imágenes que conforman el misterio de la Columna y Azotes, incorporándose a los Estatutos la imagen de la Virgen de la Caridad en el 1998 y procesionando por primera vez en el 2007. El misterio se atribuye a una obra conjunta de Nicolás y Francisco Salzillo, la imagen de la Caridad es obra de José Antonio Cabello y San Juan Evangelista, que procesiona en el palio junto a la Virgen, es obra del escultor Francisco Romero Zafra.
Hermandad y Cofradía de Nuestra Señora de la Esperanza
Fundada en 1947, procesiona una de las mejores dolorosas de la ciudad, aún sin tener atribución clara. Destaca su estación de penitencia por la jovialidad del paso de palio, que cuenta con uno de los repertorios más alegres de la Semana Santa.
Sacramental, Apostólica, Muy Antigua, Siempre Ilustre, Venerable, Pontificia, Real, Fervorosa, Humilde y Seráfica Archicofradía de la Santa Vera+Cruz y Hermandad del Santo Rosario a María Santísima de los Remedios, el Santísimo Cristo de la Sangre y Ntro. Padre Jesús de las Penas y Divina Pastora de las almas benditas del purgatorio.
Erigida canónicamente en la antigua iglesia del Sr. San Juan Bautista y Santuario de Ntra. de los Remedios. La Archicofradía de la Vera+Cruz es la más antigua de las corporaciones penitenciales de Cabra, estando datadas sus primitivas reglas en 1522. En su seno se han integrado y fundado muchas Hermandades a lo largo de la historia. Su principal objeto de veneración es el Árbol Santo de la Cruz.
En la actualidad, procesiona el paso de la Virgen de los Remedios cada Jueves Santo, esta imagen tiene la particularidad de tener doble faceta, de gloria y de pasión, por lo que realiza una procesión el Jueves Santo, sola ante el Sagrado Árbol de la Cruz, y otra el sábado más cercano al día de la Santa Cruz, con su Divino Niño en brazos. La actual imagen, que no es la primera, es obra granadina de autor desconocido, del siglo XVIII
En el cortejo incorpora un estandarte de picos bordado en oro fino con la técnica del conocido como "bordado cordobés" con un lienzo de la sagrada Imagen de Ntra. Sra. de los Remedios que data del siglo XIX. La archicofradía cuenta también con una cruz de guía estrenada en el año 2013, y un conjunto de los típicos faroles de estrella, un total de 16, estrenados en la Semana Santa del 2016, con la intención de recuperar los 24 faroles que datan en los inventarios del siglo XX de esta Archicofradía. En la Semana Santa de 2013 esta Archicofradía recuperó el tradicional "rompevelos", tambor con un toque característico que va junto a la cruz de guía, seña de las cofradías en los pasados siglos XIX y XX.
La Archicofradía Cuenta, además de María Santísima de los Remedios, con varios titulares cómo el Santísimo Cristo de la Sangre, crucificado de transición gótico-renacentista más antiguo de la ciudad, aunque no procesiona el Jueves Santo al igual que Ntro. Padre Jesús de las Penas, original representación barroca (siglo XVIII) de la Oración en el Huerto y La Cruz de los Sacramentos, o comúnmente conocida como "de los novios", representación barroca del Árbol Santo de la Cruz, de finales del XVII, principios del XVIII.
En la Semana Santa de 2014 la venerada imagen de la Virgen de los Remedios Volverá a realizar su salida procesional desde la iglesia de San Juan Bautista, en el popular barrio del Cerro, tras un largo paréntesis de tiempo (en torno a 80 años) en el cual debido a la estrechez de la puerta ha salido de templos como parroquia de la Asunción, San Juan de Dios, parroquia de Santo Domingo, Hermanas Franciscanas y escuela de formación profesional Felipe Solís. Para hacer posible esta Salida la imagen estrenará paso procesional nuevo adaptado a las limitadas medidas de la puerta del templo, según la tradición el más antiguo de la localidad y lugar donde se asentaba la antigua Catedral Visigoda Egabrense.

## Viernes Santo
Piadosa Hermandad y Cofradía del Santísimo Cristo del Socorro
La Hermandad como actualmente se la conoce, se funda en el año 1931, aunque la imagen del Crucificiado procesionó interrumpidamente desde el siglo XVI, siglo en el que se fecha la talla del Señor, imagen tardo-renacentista atribuida al montillano Juan de Mesa “El Mozo”. 
Esta Hermandad de negro, procesiona en la madrugada del Viernes Santo con su rezo del Vía crucis y posee el cortejo más numeroso de la Semana Santa de Cabra, en el que destacan sus nazarenos con túnica de cola y cadenas atadas al tobillo.
Hermandad y Cofradía de Nuestro Padre Jesús de la Humildad y Paciencia
Fundada en el año 1930, fija su salida procesional en la madrugada del Viernes Santo en el año 1948. El hermosos Titular es imagen sedente atribuida al círculo de Martínez Montañés, con la peculiaridad de poseer lágrimas de cristal. 
Procesiona esta Hermandad en profundo recogimiento con el rezo del Vía crucis y el canto de los tradiciones “motetes” al Señor, contando además con el acompañamiento musical de la Banda de Música de Cabra, con un repertorio fúnebre.
Muy Antigua,  Real, Venerable y Apostólica Archicofradía de Ánimas de Nuestro Padre Jesús Nazareno
Esta Real Archicofradía se funda en el año 1586, siendo la 3.ª corporación más antigua de la localidad, y procesiona desde su fundación en la mañana del Viernes Santo, proporcionando la imagen más tradicional de la Semana Santa de Cabra. 
La imagen del Señor, preciosa imagen de autor desconocido correspondiente a la segunda mitad del siglo XVII, posee un gran ajuar, en el que destaca la magnífica túnica de cola profusamente bordada, y confeccionada en el siglo XVIII. La cruz procesional labrada en plata y fechada en el siglo XVII, y la corona de espinas de salida, trenzada en oro. Posee además la Archicofradía uno de los “tronos” más antiguos de la localidad, adquirido a principios del siglo XX por la Vizcondesa de Termens, se encuentra actualmente en fase de restauración, ampliación y dorado.
Hermandad y Cofradía de Nuestra Señora del Mayor Dolor
Se erige en la década de los 50 del siglo XX y procesiona junto al Nazareno desde los años 70. La imagen, es una bella imagen de la escuela granadina, de autor desconocido. Destaca la vinculación de esta corporación con el Gremio de la Construcción local.
Fervorosa y Humilde Hermandad y Cofradía de Nuestra Señora del Rocío de Pasión en sus Misterios Dolorosos
Establecida en la iglesia de San Juan de Dios desde el año 1983, actualmente reside en la parroquia de San Juan del popular barrio del Cerro. La imagen es obra del escultor egabrense Francisco Campos Serrano y data del año 1947. Esta imagen formó en sus inicios misterio con el Cristo de la Expiración, junto otras imágenes.
Hermandad y Cofradía del Santísimo Cristo de las Almas en Su Sagrado Descendimiento de la Cruz, María Santísima del Desconsuelo y Lágrimas y San José de Arimatea
Es la Hermandad más joven de la Semana Santa de Cabra fundada a través de la Asociación Cultural Arimatea en la década de los 90. Aprobó sus reglas en el año 2008 y procesionó por primera vez en el 2010 desde su capilla en el barrio del Cerro.
El grupo escultórico es obra del afamado cordobés Antonio Bernal, y presenta la originalidad de no presentar la imagen del Cristo pendido de la Cruz, sino a punto de descender del todo, además la imagen mariana, se presenta sentada sobre una roca y siendo consolada por las Marías, mientras el soldado Longinos medita detrás de la cruz y de espaldas al resto de misterio. Es por tanto uno de los misterios más originales de la Semana Santa andaluza. 
Reseñable también la presencia del “muñidor” en la Cruz de Guía de la Hermandad, que junto a la capilla de música que acompaña al misterio hacen del paso de esta joven Cofradía uno de los más bellos del día.
Hermandad y Cofradía de Nuestra Señora de las Angustias
Esta Hermandad se funda en el año 1720 en el Convento de las RR.MM Agustinas, religiosas que portaron a la ciudad el magnífico grupo escultórico de la Piedad, uno de los mejores de la imaginería de todos los tiempos, es obra de José de Mora, del siglo XVII. 
Posee además el misterio uno de los pasos más antiguos de los que actualmente procesionan, adquirido por la Vizcondesa de Termens mientras en su primer año del mandato (1928).
Tiene además fundada en su seno a la Agrupación Musical “Virgen de las Angustias” y dipone también de su propia Centuria Romana, que cerca el paso de misterio.
Real Archicofradía de Nuestro Padre Jesús en el Santo Sepulcro e Imperio Romano
La procesión del Santo Entierro está documentada desde finales del siglo XVI. La participación oficial del Ayuntamiento de Cabra está documentada desde 1621 según recoge el acta de marzo de ese año, siendo corregidor don Juan Viveiro «se acordó que el Viernes Santo el Cabildo acompañe a la procesión y Entierro de Cristo con cera y se somete al procurador mayor del Concejo». Como recoge el profesor Antonio Moreno Hurtado en su Historia de la Real Archicofadía de Jesús Nazareno, hasta el año 1586 la imagen con la que se realizaba el Descendimiento era la del Cristo del Socorro y en 1587 se comienza a hacer con la del Cristo del Calvario, ambas articuladas para colocarse tras ser bajadas de la Cruz en la urna del Santo Sepulcro. En 1773 deja de realizarse el Descendimiento y tras encargarse al afamado orfebre Bernabé de Oviedo en el año 1762 el magnífico sepulcro de plata que actualmente procesiona, cuya tapa podría haber sido terminada por el platero Matías Lloreten, también se encarga en Granada una nueva imagen.  El Cristo yacente data del 1773 y es obra del escultor granadino Cecilio Trujillo. En 1966 la cofradía del Santo Sepulcro se independiza de la Real Archicofradía del Nazareno en la que había nacido como hermandad y comienza a ser procesionada por los empleados de Banca y Ahorro de Cabra. Más tarde, en 1974, se fusiona con el Imperio Romano y a partir de entonces, procesionan omo una sola hermandad la noche del Viernes Santo. Lleva en la estación de penitencia dos acompañamientos musicales: banda de música y capilla musical.
Muy Venerable y Devota Hermandad y Cofradía de Nazarenos de Nuestra Señora de los Dolores
Se forma dentro de la Archicofradía de Jesús Nazareno en 1729, adquiriendo carácter independiente en el año 1938. La imagen es talla anónima fechable en el primer tercio del siglo XVIII, y procesiona bajo palio negro, con unos destacables respiraderos de talla dorados.

## Sábado Santo
Hermandad y Cofradía de Nuestro Padre Jesús del Perdón
Se funda en el año 1964 y procesionó durante muchos años desde la iglesia mayor de la Asunción y Ángeles. Actualmente tiene su Sede Canónica en el Convento de las RR.MM Agustinas, desde el que realiza estación de penitencia la madrugada del Sábado Santo. El Nazareno blanco de Cabra, llegó con el Convento de Granada en 1697, y es una talla completa atribuida a José de Mora. 
Como curiosidad posee también su propia centuria romana, de color blanco que se sitúa en la Cruz de Guía. Otra curiosidad es que lleva acompañado más de 30 años de manera ininterrumpida por la banda municipal de música de Rute (Córdoba), que interpreta como es común un repertorio serio, y siempre inicia y termina la estación de penitencia con la marcha "Cristo del Perdón" de José Rodríguez López, que también compuso marchas habituales tras el paso (y también otros pasos de Cabra) como son "Virgen del Socorro" o "Martirio".
Comienza su estación de penitencia alrededor de las 12 de la madrugada y entra aproximadamente a las 3 de la mañana. Su paso está caracterizado por los pequeños cristales que cuelgan de sus candelabros. A pesar de su recorrido corto, el paso lleva un ritmo pausado que permite disfrutar plenamente de su caminar por las calles de Cabra. 
Muy Antigua, Real y Venerable Archicofradía de Nuestra Señora de la Soledad y Quinta Angustia
Segunda corporación más antigua de la localidad, se erige canónicamente en la antigua ermita de Santa Ana en el año 1579. La imagen de la Soledad que cuenta con un destacable ajuar, buena muestra de la devoción que tiene tanto en la ciudad como en toda la comarca. La Dolorosa es una extraordinaria imagen atribuida a Pedro de Mena, y su estación de penitencia, la mañana del antiguo Sábado de Gloria es una de las que más público congrega, venido desde muchas partes de Andalucía.
Real Hermandad y Cofradía de Nuestra Señora del Socorro
Se constituye como Hermandad en 1965 y es la última Hermandad que procesiona en la Semana Santa de Cabra. La imagen de la Virgen del Socorro es un busto tallado atribuido al granadino José de Mora, que se adapta para su salida procesional. Representa la iconografía de “María Sacerdotisa”, raramente representada.

## Domingo de Resurrección
Nuestro Padre Jesús Resucitado (A.G.H.C)
La imagen carece de Hermandad propia y su procesión está a cargo de la Agrupación General de Hermandades y Cofradías, por lo que participan todas y cada una de las Hermandades de la ciudad. La imagen es una obra reciente del escultor José Antonio Cabello Montilla (2004) y en el cortejo figuran nazarenos de todas las Cofradías que proporcian un gran colorido al último de los desfiles procesionales de la Semana Santa.